# Tropeognathus
Tropeognathus – rodzaj dużego pterozaura z podrzędu pterodaktyli (Pterodactyloidea) i rodziny Anhangueridae lub Ornithocheiridae, żyjącego we wczesnej kredzie na obszarze dzisiejszej Ameryki Południowej. Gatunkiem typowym jest T. mesembrinus, którego holotypem jest czaszka oznaczona BSP 1987 I 46. Oprócz holotypu znanymi skamieniałościami przedstawicieli rodzaju są też: prawie kompletna żuchwa oznaczona SMNS 56994 oraz niekompletny szkielet MN 6594-V. Wszystkie znane skamieniałości przedstawicieli rodzaju Tropeognathus odkryto w osadach z aptu lub albu na północnym wschodzie Brazylii. MN 6594-V jest szkieletem okazu, którego szacowana rozpiętość skrzydeł przekraczała 8 metrów, co czyni go największym znanym pterozaurem z obszaru Gondwany.
Unwin (2001, 2003), powołując się na podobieństwa w budowie fragmentów szczęk odkrytych na terenie angielskiego hrabstwa Cambridgeshire przypisywanych przedstawicielom gatunku Ornithocheirus simus i odpowiadających im kości T. mesembrinus zaliczył ten ostatni gatunek do rodzaju Ornithocheirus. Jednakże w ocenie Rodrigues i Kellnera (2013) różnice w budowie zachowanych kości O. simus i odpowiadających im kości T. mesembrinus (inne umiejscowienie pierwszej pary zębodołów) uzasadniają pozostawienie tych gatunków w odrębnych rodzajach; ponadto przeprowadzone przez autorów analizy filogenetyczne nie potwierdzają bliskiego pokrewieństwa obu gatunków. Przeprowadzona przez Rodrigues i Kellnera analiza filogenetyczna wykazała bliskie pokrewieństwo T. mesembrinus z gatunkami zaliczanymi do rodzaju Anhanguera. Z kolei z analizy filogenetycznej przeprowadzonej przez Andresa i Myersa (2013) wynika, że T. mesembrinus jest taksonem siostrzanym do kladu obejmującego gatunki Ornithocheirus simus, Coloborhynchus clavirostris i Coloborhynchus wadleighi (przenoszony przez część autorów do odrębnego rodzaju Uktenadactylus); wymienione cztery gatunki tworzyły klad siostrzany do rodziny Anhangueridae